# Reusrath
Reusrath ist der südliche Stadtteil der Stadt Langenfeld (Rheinland).

## Geografie

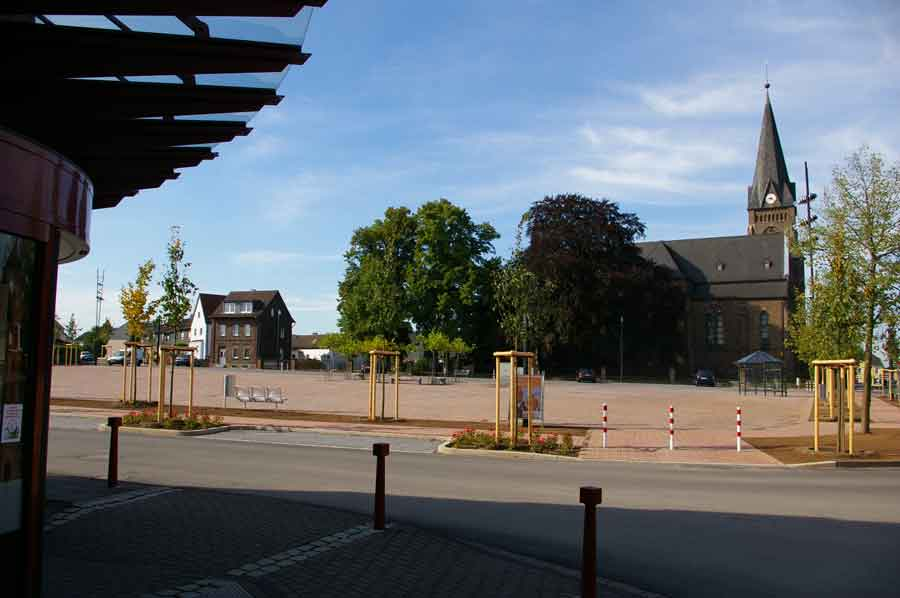
2009 neu gestalteter Reusrather Platz an der St.-Barbara-Kirche

Reusrath schließt sich nach Süden an die Stadtteile Langenfeld-Mitte und Immigrath an. Die östliche und bis in den Süden verlaufende Grenze bildet die A 3, die nördliche Grenze in etwa bildet die A 542. Im Westen und Süden schließen sich die Leverkusener Stadtteile Opladen, ehemalige Kreisstadt des Rhein-Wupper-Kreises, und Voigtslach an. Reusrath bildet das Zentrum des beschriebenen, etwa 13,13 ha messenden Gebietes. Zur Gemarkung Reusrath gehören im äußersten Westen die Ortslagen Kalkhecke und Neurath sowie im Westen Gieslenberg und Mehlbruch. Im Süden schließen sich Hausingen, Köttingen, Kämpe, Schnepprath, Hecke und Schelthoven an, dazu der Neuburger Hof an der Stadtgrenze zu Opladen. Im Osten liegen längst der A 3 die Weiler Furth, Hapelrath, Virneburg und South sowie im Norden die Ortslagen Hagelkreuz, Dückeburg und Galkhausen mit den Rheinischen Kliniken.
Reusrath ist im Osten leicht hügelig, in Zentrum und Westen aber relativ eben. Nennenswert ist in diesem Bereich eine Geländeterrasse zu Mehlbruch und Gieslenberg hin, eine alte Flussterrasse des Rheins. Das Gebiet Reusraths durchfließen mehrere Bäche, der Hapelrather Bach, der Locher Bach sowie ein in Karten unbezeichneter Bach, der an der „Brunnenstraße“ entspringt und in Mehlbruch „Am Wadenpohl“ versickert wird.

## Geschichte

### Vorgeschichte
Aus der Vorgeschichte Reusraths wurden die ältesten Funde in Langenfeld bekannt. Auf dem Rosendahlsberg (Neuburger Hof), einer Geländeterrasse zu Wupper und Rhein hin wurden in den 1950er und 1960er Jahren (Steinabschläge für Klingen aus Feuerstein) entdeckt, die aus der Altsteinzeit stammen. Keramikbruchstücke vom gleichen Fundort datieren in die Bronze- und Eisenzeit (Hallstatt- und La-Tène-Zeit). Ein bronzenes Weiheglöckchen aus römischer Zeit stammt ebenfalls vom Neuburger Hof. Dort wurden zudem auf engstem Raum (800 m × 1000 m) vorgeschichtliche Funde eines Gräberfeldes aus dem 1. nachchristlichen Jahrhundert gemacht, wenn auch der dazugehörende Siedlungsplatz noch nicht gefunden werden konnte. Insgesamt ist im gesamten Rheinland kein weiterer Siedlungsort bekannt, an dem über solch lange Zeiträume die Ansiedlung von Menschen nachweisbar wäre.
Eine besondere Bedeutung kommt im Übrigen dem vorerwähnten Gräberfeld noch deshalb zu, weil es unter anderem den Forschern den Verlauf des einstigen Mauspfades, des frühesten bekannten Handelsweges durch das Rheinland, aufweist. Dieser Weg wird nämlich auch Gräberstraße genannt, weil Menschen der Eisenzeit an ihm ihre Toten bestatteten. Möglicherweise wollte man den Verstorbenen auf diese Weise die letzte Reise ins Jenseits erleichtern. Jedenfalls verlief der Mauspfad in Reusrath aus Opladen kommend über Schnepprath, Hausingen, Hagelkreuz und Galkhausen nach Immigrath.

### Frühgeschichte
Ebenfalls im Dunkeln liegt die Frühgeschichte Reusraths. Nach einer Zeit der Entvölkerung durch Abwanderung ins römische Reich beginnt mutmaßlich im achten Jahrhundert eine ausgedehnte Rodungstätigkeit auch auf der rheinischen Mittelterrasse. Orte mit der Endung -rath werden nach jüngsten Forschungsergebnissen bereits im frühen 9. Jahrhundert gegründet und nicht, wie bisher angenommen, um die erste Jahrtausendwende. Jedenfalls erhärten die im Jahre 2008 an der alten St. Barbara Kirche am „Alter Markt“ durchgeführten Grabungen die bisherigen Vermutungen der Archäologen aus den Erkundungen zu St. Martin in Richrath. Älter noch als Orte mit der Endung -rath aber dürften Orte mit der Endung -ingen sein. Nach Erkenntnissen der Namenforschung seien diese in das 6. oder 7. nachchristliche Jahrhundert zu datieren. Hierzu gehören die Siedlungsnamen Bodingen (erloschen), Hausingen und Köttingen in Reusrath. Ebenso älteren Datums als Orte mit der Endung -rath, so die bisherige Auffassung der Namenforschung, seien Orte mit der Endung -hausen, mit Galkhausen in Reusrath in einem Namen vorkommend. Diese datieren aus dem frühen 9. Jahrhundert. Zieht man die jüngsten archäologischen Forschungsergebnisse mit heran, hätte dies zur Folge, dass Orte mit der Endung -hausen zur gleichen Zeit mit Orten auf die Endung -rath gegründet worden sein könnten.
Erste urkundliche Erwähnung, und damit ganz im Sinne der neueren archäologischen Erkenntnisse, fand mit Neurath im Jahre 904 ein Ort in der Gemarkung Reusrath. Um 1147 wird Widdauen (ebenfalls in Neurath) erwähnt und 1281 ist es Reusrath selbst, das als Ruzerode schriftlich genannt wird. Ihm folgen 1359 Schnepprath (Sneproeyde), 1364 Mehlbruch (Ailbroich), 1444 Dückeburg (Duckenbruch) und 1446 Hapelrath (Habelrode). 1816 listet (in Original-Schreibweise) eine Tabelle die Bauerschaften Furth, Dückenburg, Habelrath, Schulstraß, Firneburg, Schelthofen, Schneppenrath, Kämp, Hausingen, Mehlbroich, Gieselenberg, Neurath, Widdauen, Voigtslach und Galkhausen für das Gebiet Reusraths auf.

### Zum Namen
Während die Endung -rath auf eine Rodung verweist, ist die Bedeutung des ersten Teils des Namens strittig. Nach Heinrich Dittmaier wird die Rodung eines „Rauzo“ vermutet, Bahlow hält einen Namen keltischen Ursprungs für möglich, der sich mit Wasser, Sumpf, Schlamm, Moder oder Moor in Verbindung bringen ließe. Wegen der 1281 als Ruozerode, 1304 als Reuzerode erfolgten Erwähnung nimmt Müller dagegen wie Dittmeier einen alten Namen an. Er hält einen althochdeutsch benannten „Ruozo“ für den Namenspatron. In heutiger Begrifflichkeit sei aus diesem einstigen „Ruozo“ über „Ruoterich“ und „Ruotolf“ schließlich ein „Rudolf“ abzuleiten. Reusrath wäre demzufolge die Rodung eines „Rudolf“ gewesen.

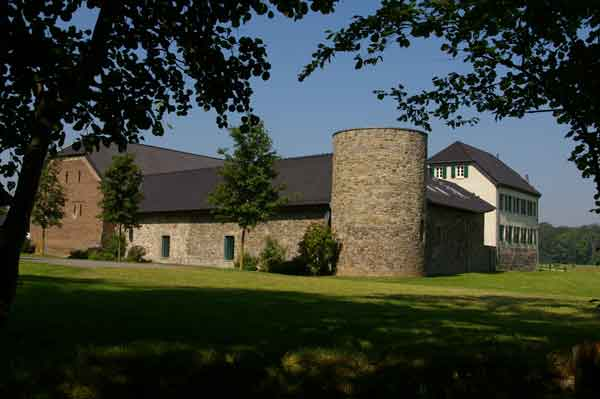
Ansicht der Dückeburg aus Richtung Wald
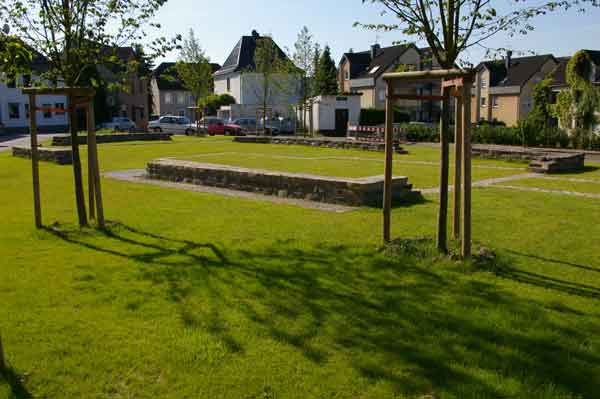
Mauernverlauf ehemaliger St. Barbara-Kirchen
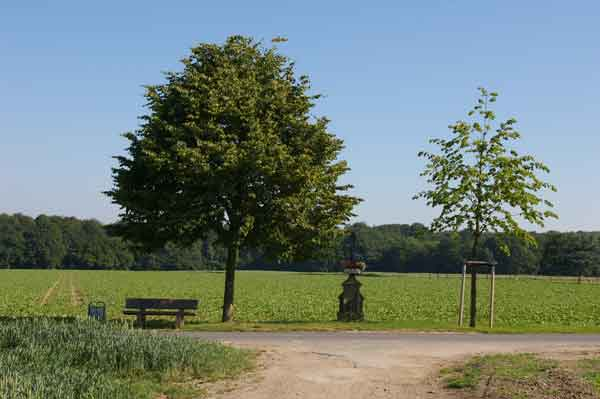
Bäuerlich geprägte Landschaft in Reusrath
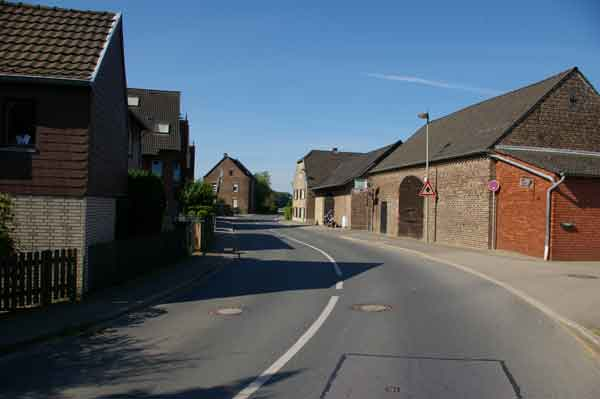
Ortsdurchfahrt Hausingen in Richtung Mehlbruch

### Verwaltungsstrukturen
Reusrath gehörte als Tochterkirche von St. Aldegundis Rheindorf früher zum Dekanat Deutz, die übrigen Stadtteile gehörten dagegen zum Dekanat Neuss. Diese Einteilung spiegelt sich während des Mittelalters bis in die Neuzeit hinein in den Verwaltungsstrukturen wider. Während Richrath mit den Honschaften Berghausen, Immigrath und Wiescheid als Kirchspiel, Herrschaft, Kanton oder Bürgermeisterei einen gemeinsamen Verband bildete, blieb Reusrath als Honschaft immer hiervon getrennt. Erstmals erwähnt wurde übrigens die honschaft van ruisroede in einer Altenberger Urkunde vom 13. Mai 1393. Die gleiche Bezeichnung Honschaft findet sich für Richrath und die angeschlossenen Honschaften Berghausen, Immigrath und Wiescheid in den Jahren 1449 sowie 1555. Zu dieser Zeit gehörten Reusrath und Richrath zum Ampt Monheim.

### Weitere Daten zur Geschichte
Während Richrath ab dem Jahre 1666 eine eigene Herrschaft bildete, die erst wieder (ab dem 18. November 1803) als Kirchspiel in das Amt Monheim eingegliedert wurde, gehörte Reusrath ununterbrochen zum Amt Monheim. Richrath und Reusrath bilden dann gemeinsam ab 1808 die Bürgermeisterei Langenfeld. Die erste Sitzung des gemeinsamen Municipalrates war am 26. August 1808. Eine weitere Neugliederung erfolgte am 15. April 1814 in Form der Zusammenlegung mit Monheim zur Samtgemeinde Richrath-Monheim, dieses Mal mit Amtssitz in Richrath. Diese spätere Samtgemeinde Langenfeld verließ Monheim jedoch am 30. September 1851 wieder. Schließlich erfolgte mit Erlass des Königs von Preußen vom 16. März 1910 die Verschmelzung der bisherigen fünf Honschaften zur Gemeinde Richrath-Reusrath. Die konstituierende Sitzung des hierzu neugewählten Gemeinderates fand am 9. Juni 1910 statt. Aus dieser Gemeinde Richrath-Reusrath ging im Folgenden am 11. November 1936 die nun so bezeichnete Gemeinde Langenfeld (Rhld.) und am 14. September 1948 die Stadt Langenfeld (Rhld.) hervor.

## Die Kirchen Reusraths
Alte St.-Barbara-Kirchen

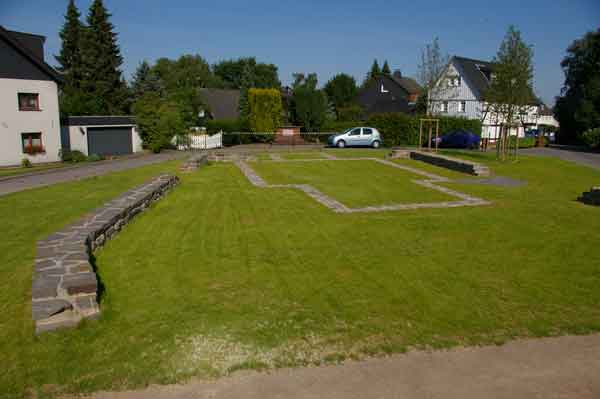
Grabungsbefund der St. Barbara Kirchenwüstung, angezeigt als niedrige Mauer auf dem 'Alter Markt'

Die ältesten, bekannten Kirchen in Reusrath sind die in der Kirchenwüstung St. Barbara am „Alter Markt“. Die hier zuletzt stehende Barockkirche wurde erst im Jahre 1913, 18 Jahre nach Errichtung der neuen St.-Barbara-Kirche, wegen Baufälligkeit abgebrochen. Die Kirchengemeinde selbst war ursprünglich eine Filialkirche von St. Aldegundis in Leverkusen-Rheindorf.
Ausgrabungen an den alten St.-Barbara-Kirchen im Jahr 2008 brachten unter anderem einen Baumsarg zu Tage, der Hoffnungen auf eine deutlich längere Besiedlung Reusraths weckte, als man bis dahin vermutete.

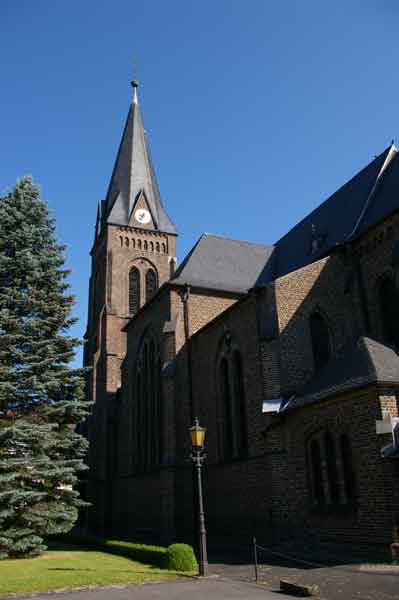
Baudenkmal in Reusrath: Sankt-Barbara-Kirche
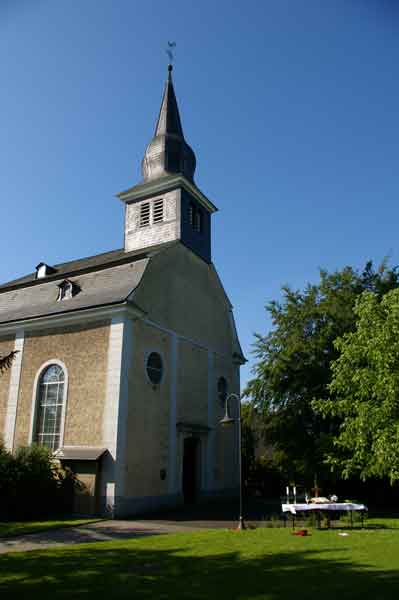
Baudenkmal in Reusrath: Ev. Martin-Luther-Kirche
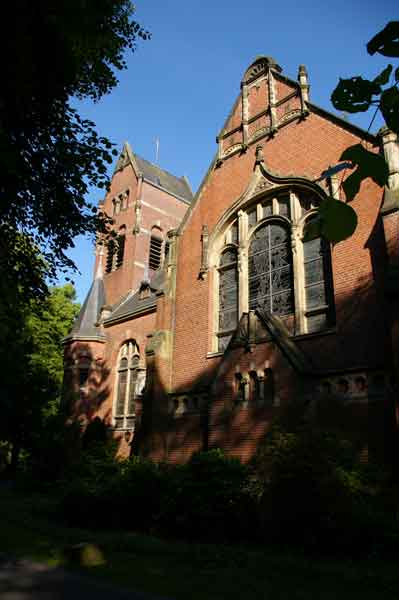
Baudenkmal in Reusrath: „Anstaltskirche“ der Klinik
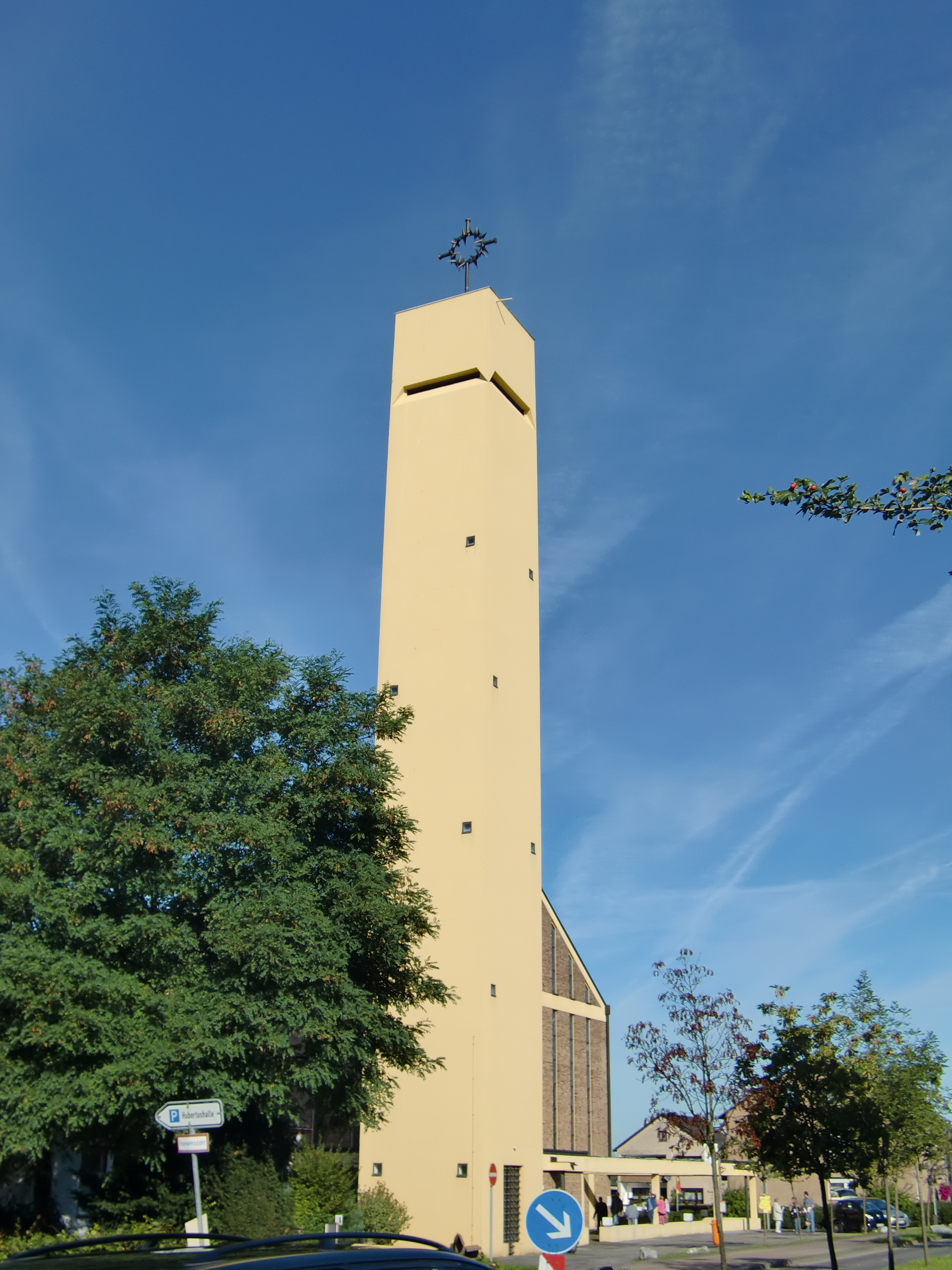
Katholische Kirche St. Gerhard in Gieslenberg

St. Barbara
Ende des 19. Jahrhunderts musste sich die Kirchengemeinde von St. Barbara wegen gestiegener Bevölkerungszahlen und des zunehmend baufälligeren alten Kirchengebäudes mit Neubauplänen beschäftigen. 1895 war Grundsteinlegung für die neue Kirche, die am 20. März 1898 eingeweiht wurde. Sie wurde nach den Plänen des Düsseldorfer Architekten Theodor Roß im neugotischen Stil erbaut. Die Turmhöhe misst mit Hahn und Kreuz 47,30 m.
Ev. Martin-Luther-Kirche Reusrath

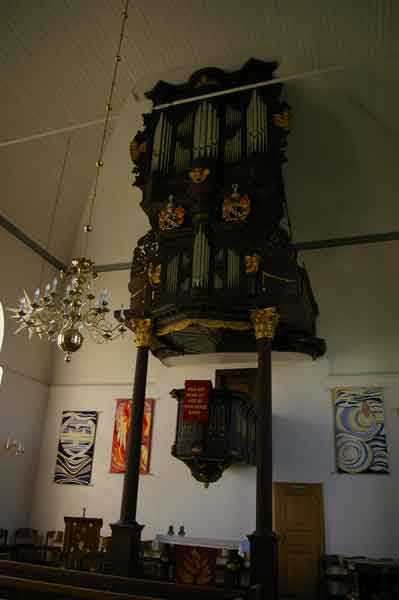
Altar-Kanzel-Orgelprospekt der Martin-Luther-Kirche in Reusrath

Im Jahre 1683 wurde die Evangelisch-Lutherische Gemeinde zu Reusrath neu gegründet. Für die wachsende Gemeinde wurde 1792/94 die heutige Martin-Luther-Kirche erbaut. Die im Jahre 1985 als Denkmal ausgezeichnete Kirche erhielt 1802 aus der aufgelösten Kölner Stiftskirche „St. Maria ad gradus“ die Orgel. Der hohe Aufbau der Orgel über Altar und Kanzel ist in Langenfeld einmalig. Neben der Kirche befindet sich das 1988 als Denkmal ausgezeichnete 1683 errichtete ehemalige Pfarr- und Kirchenhaus. Dieses Gebäude hatte der Gemeinde bis zum Kirchenneubau im Jahre 1794 als Kirchenraum gedient.
Simultankirche Galkhausen
In Langenfeld-Reusrath, Ortslage Galkhausen, befindet sich eine der großen Rheinischen Kliniken in Nordrhein-Westfalen, in der psychische und neurologische Krankheiten behandelt werden. Die feierliche Einweihung des heute unter Denkmalschutz stehenden Geländes war am 6. August 1901. Ebenfalls unter Denkmalschutz stehen heute neben dem Krankenhausgelände selbst auch der Gutshof sowie die hier angesprochene Anstaltskirche. Letztere liegt inmitten einer Zentralachse durch das Gelände von der B 8 in Richtung Osten hin. Insbesondere Chorfenster und Geläute nehmen bei dieser Kirche eine herausragende Stellung ein.
St. Gerhard Gieslenberg
Die Kirche St. Gerhard in Gieslenberg beging am 28. April 1990 den 25-sten Jahrestag ihrer Kirchweihe. Gegründet wurde die Gemeinde nach einer Teilung der Pfarre St. Barbara. Erster Gottesdienst in der vom Architekten Herbert Herrmann entworfenen Kirche war zu Weihnachten 1964. Als erster Pfarrer Gieslenbergs fungierte der Pfarrer von Reusrath in seiner Eigenschaft als Rektoratsverwalter. Der Kirchenchor der Pfarre wurde im Jahre 1965 gegründet. Er wurde inzwischen aufgelöst.
Die Kirchengründung gehe zurück auf das Betreiben des Hubertus-Schützenvereins Mehlbruch-Gieslenberg, gegründet am 19. Juni 1926, der heutigen St. Hubertus-Schützenbruderschaft Mehlbruch-Gieslenberg. Andere Quellen benennen allgemein eine Bürgerinitiative als den Auslöser, der schließlich zur Teilung der Gemeinde St. Barbara führte. Wie dem auch sei, der Wunsch nach einer eigenen Kirche erfüllte sich mit dem Bau von St. Gerhard. Im Übrigen befindet sich in unmittelbarer Nachbarschaft zur Kirche heute die Hubertus-Halle der Schützenbruderschaft, die 1977 eingeweiht wurde.

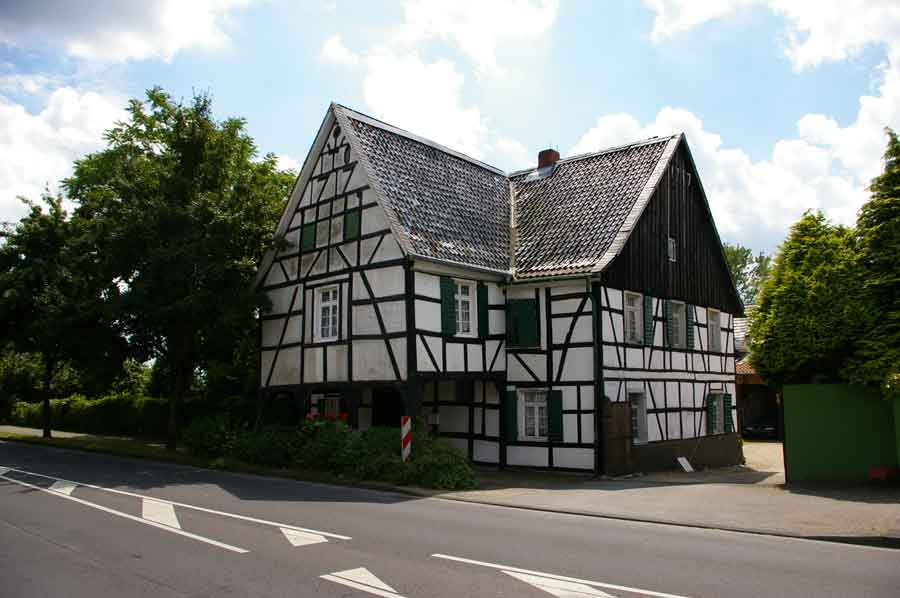
Gut Hecke in Reusrath, Vorlaubenhaus von 1717, einst Quartier Napoleons?
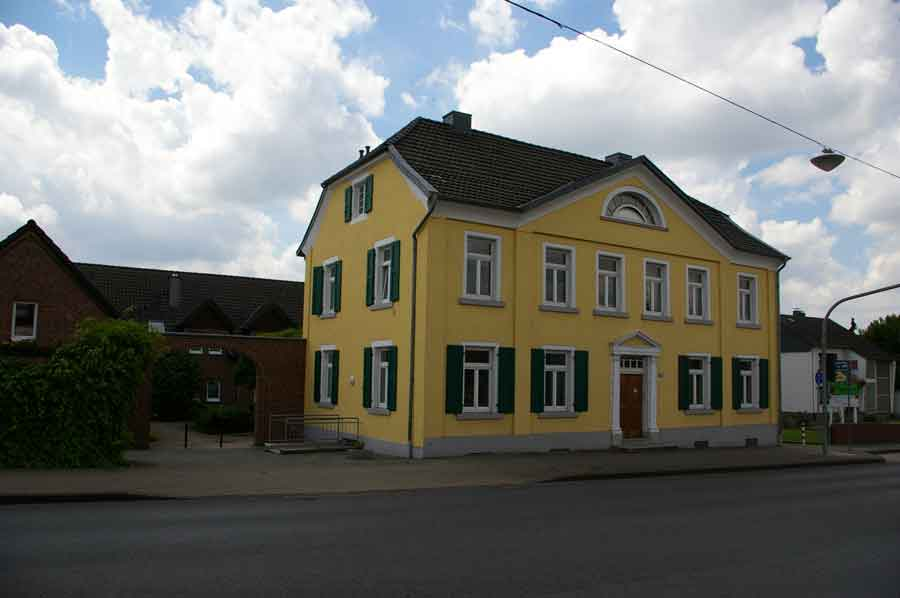
Gut Höschen, Hausingen / Köttingen, Einmündung Trompeter Str. in die B 8
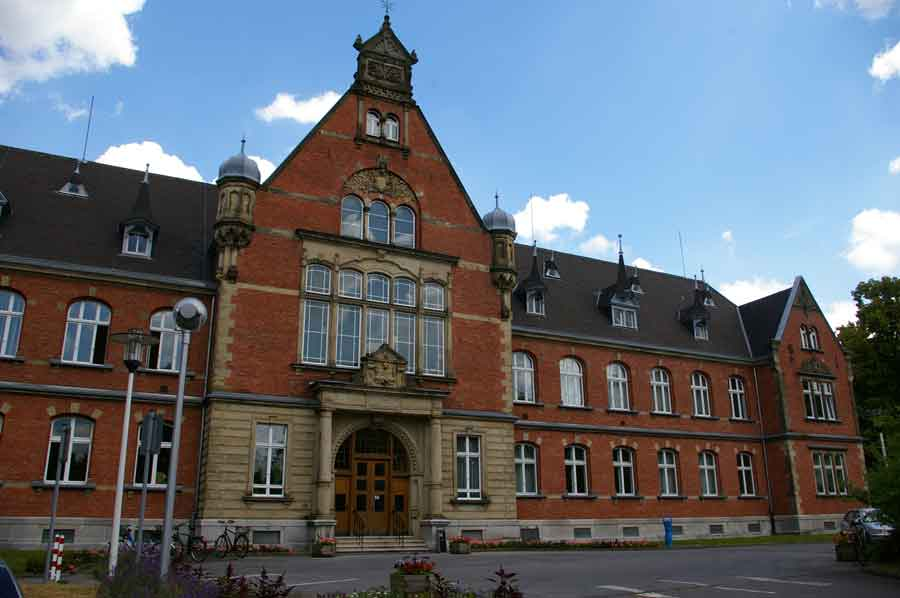
Hauptgebäude der Rheinischen Kliniken Langenfeld-Galkhausen
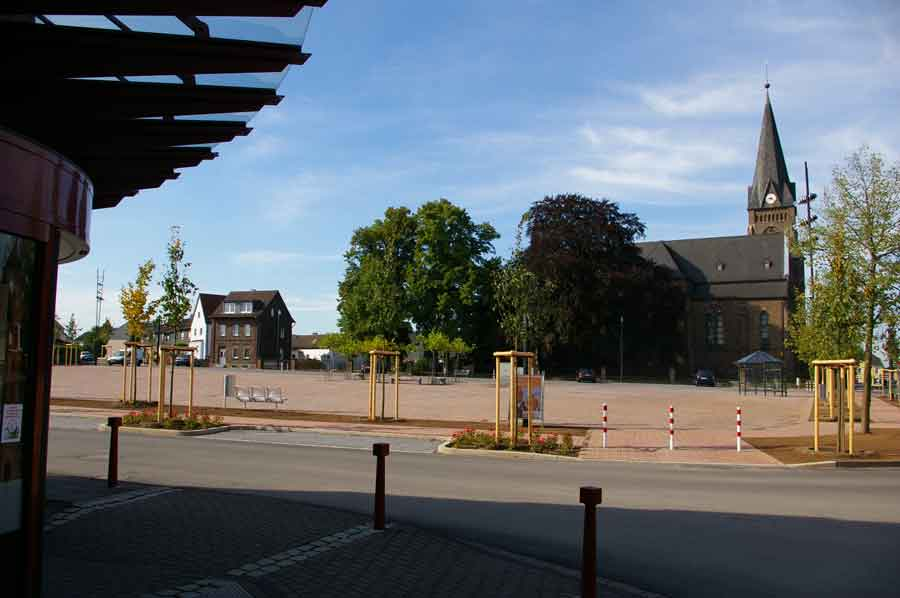
In 2009 neu gestalteter Reusrather Platz an der Sankt Barbara-Kirche

## Wirtschaft
Die Entwicklung des Stadtteils ist wesentlich durch die günstige Lage auf fruchtbaren Böden der rheinischen Mittelterrasse geprägt. Die Handelsrouten spielten, soweit erkennbar, lediglich eine beigeordnete Rolle. Ältester Fernhandelsweg durch das Rheinland übrigens, über den der Austausch von Waren und Dienstleistungen erfolgte, war der Mauspfad. Er verlief vermutlich über den Terrassensporn des Rosendahlsbergs, über Schnepprath, Hagelkreuz, Hucklenbruch und Ganspohl, dann über die Richrather Straße und die Hildener Straße (mit der Mautstelle am Zollhaus) nach Hilden. Seinen Namen verdankt er nicht etwa Mäusen, sondern seinem Verlauf durch das Moor (Maus = Moos oder Moor). Dieser Fußweg verband einst den Rheingau und Essen, wo er den Hellweg erreichte. Im Mittelalter wurde dann der Mauspfad durch eine neue Nord-Süd-Route ersetzt. Dies war die nachmals Köln-Arnheimer Chaussee genannte einstige Via Publica, die in Reusrath identisch mit der heutigen B 8 (Opladener Straße) ist. Die drei vorstehenden Gebäude befinden sich im Übrigen an dieser Straße. Es sind die Gutshöfe Hecke und Höschen (letzterer wohl Ortslage Köttingen) sowie das Hauptgebäude der Rheinischen Kliniken in Galkhausen, eines Krankenhauses mit fast 1000 Patienten, seit März 1900 größter Arbeitgeber in Reusrath.
Reusrath entwickelte sich trotz seiner Lage an wichtigen Fernrouten weit weniger durch Handel als etwa Langenfeld-Mitte oder Immigrath. Reusrath ist, abgesehen von den Rheinischen Kliniken, überwiegend von der Landwirtschaft geprägt. Daher zeichnet sich dieser südliche Stadtteil Langenfelds noch heute durch weite landwirtschaftliche Flächen aus und ist insbesondere auch durch den Gemüseanbau bekannt. Es werden zudem sonstiger Ackerbau, Pilz- und Viehzucht betrieben. Daneben hat sich in jüngerer Zeit der Pferdesport etabliert. Nimmt man zu den vier Kirchen die Wegkreuze und Bilderstöcke mit hinzu, ist es nicht unzulässig, noch immer von einem weitgehend christlich geprägten Bauernland zu sprechen.

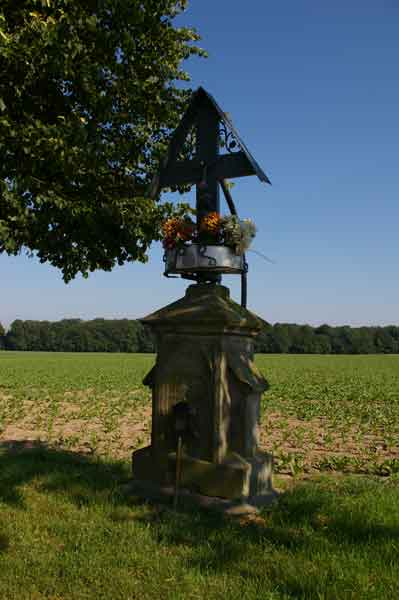
Wegekreuz Dückeburg
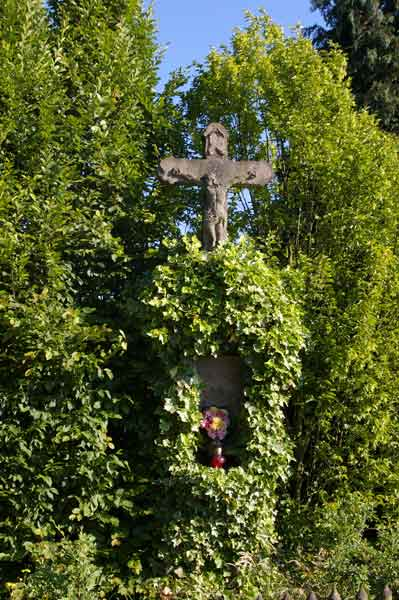
Wegekreuz Virneburg
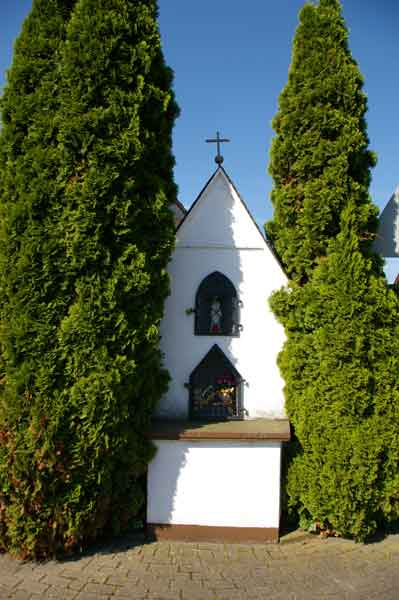
Wegestock Hausingen, Grünewaldstraße
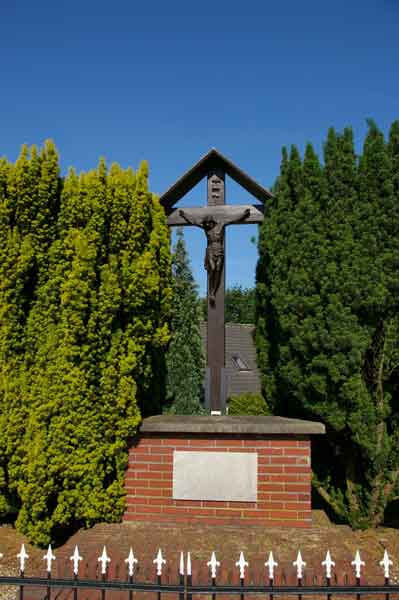
Alter Markt, Kruzifix vor Kirchenwüstung

Seit den 1950er Jahren hat sich der Zuzug nach Reusrath verstärkt, sodass Ackerflächen in Bauland umgewandelt wurden. So entstanden neue Wohnquartiere etwa an der Alte Schulstraße, Am Ohrenbusch, an Locher Weg sowie der (alten) Virneburgstraße. Aus den 1950er und 1960er Jahren stammen Siedlungen an Wiesenstraße, Gartenstraße oder Grillenpfad, um hier einmal einige von ihnen zu nennen. Gewerbegebiete entstehen erst in jüngster Zeit (etwa ab 2004) an der Albert-Einstein-Straße, westlich Galkhausens sowie im Bereich von Neustraße und Sandstraße, jeweils parallel zur A 542. Obwohl sich hier bereits erste Unternehmen angesiedelt haben, droht der landwirtschaftliche Charakter dieses südlichen Stadtteils der Stadt Langenfeld (noch) nicht verloren zu gehen.

## Schulwesen
Das nur Bildung den Ausweg aus Armut und Fremdbestimmung zu weisen vermag, wurde in Langenfeld zunächst in Reusrath erkannt. Um 1582 wird nämlich erstmals von der Unterweisung von evangelischen Kindern durch den Prediger Adolf Erkrath berichtet. Um 1600 erfahren wir zudem von einem Prediger Wilhelmus, dass er „Schul- und Kinderlehr“ gehalten habe. Das Ende der ersten evangelischen Kirchengeschichte in der Zeit des Dreißigjährigen Krieges bedeutete dann aber auch gleichzeitig ein 'Aus' evangelischer Schulbemühungen. Die weitere Unterweisung der evangelischen Kinder erfolgte danach im Unterricht des katholischen Offermanns in Reusrath. Nach der Neugründung der Gemeinde der Martin-Luther Kirche nahmen jedoch die ersten Prediger den Schulunterricht wieder in ihre Hände. Dennoch darf wegen der vorliegenden Aufzeichnungen bereits 1625 für die katholischen Schüler und – wegen des Krieges – erst 1683 für die evangelischen Schüler als der Beginn ununterbrochenen Schulunterrichtes in Reusrath gelten. In der gemeinsamen Tradition beider Schulen allerdings steht die heutige Gemeinschafts-Grundschule Gieslenberger Straße, die zudem die Schulgeschichte der 1886 gegründeten Katholischen Volksschule Gieslenberg fortsetzt. Unvollständig bliebe die Übersicht über die Schulen ohne die Schule für geistig Behinderte, eine Sonderschule des Kreises Mettmann an der Virneburgstraße, daher auch Virneburgschule genannt.

## Bevölkerung
- 1. Januar 1994 – 5.597
- 1. Januar 1999 – 7.012
- 1. Januar 2003 – 7.063
- 1. Juli 2004 – 7.202
- 1. Januar 2005 – 7201
- 31. Dezember 2006 – 7.161
- 31. Dezember 2007 – 7.189

Schlaglicht: Von den am 1. Januar 2005 in Reusrath in insgesamt 3740 Haushalten lebenden 7201 Einwohnern waren etwa 3200 katholisch, 1900 evangelisch und 1800 konfessionslos.

## Vereine
- St. Sebastianus Schützenbruderschaft Reusrath gegründet 1468 e. V.
- St. Hubertus Schützenbruderschaft von 1926
- SC Germania Reusrath 1913
- Reusrather Carnevals Comitee e. V. (RCC) von 2007
- Karate Abteilung Langenfeld Reusrath – Abteilung der SG Langenfeld seit 2009
- Freunde und Förderer des Germania Reusrath e. V. (FuF1913) Der Verein der ehemaligen Kicker Des SCR, deren Familien und Freunde, die für eine Pflege des Miteinanders im Dorf eintreten.

Im Besonderen beim Jährlichen Dorffest auf dem Reusrather Platz, am letzten Wochenende im September.
Das Reusrather Carnevals Comitee führt seit 2006 in Reusrath einen eigenen Umzug (Reusrather Lichterzug) zu Karneval durch. Dieser Karnevalsumzug ist in Deutschland einzigartig, da die Wagen und Gruppen mit elektrischen Lichtern (kein offenes Feuer) geschmückt werden. Eine weitere Besonderheit Reusraths ist, dass hier im Gegensatz zum Rest Langenfelds „Alaaf“ statt „Helau“ gerufen wird. Damit stellt der Reusrather Karnevalszug über die Grenzen Langenfelds hinaus eine Ergänzung zu den traditionellen Umzügen dar.